# طليعة العاثية
طليعة العاثية هي جينوم عاثية يندمج كجزء من السلسلة الخطية لدنا الصبغي الخاص بالبكتيريا.